# Everyday (album d'Elsa)
Pour les articles homonymes, voir Everyday.
 (août 2018).
Albums de Elsa
Chaque jour est un long chemin
(1996) Elsa, l'essentiel 1986-1993
(1997)
Everyday est le 5e album studio de la chanteuse et comédienne Elsa Lunghini.
Il s'agit de la version anglaise de son album Chaque jour est un long chemin diffusé uniquement à Taïwan.

## Liste des titres
| No  | Titre                                                                 | Paroles         | Musique                             | Durée |
| --- | --------------------------------------------------------------------- | --------------- | ----------------------------------- | ----- |
| 1.  | Everyday...                                                           | Brandie Danser  | Brandie Danser                      | 4:34  |
| 2.  | When I'm Dead and Gone                                                | Graham Lyle     | Benny Gallagher                     | 3:13  |
| 3.  | Heart On My Sleeve                                                    | G. Lyle         | B. Gallagher                        | 3:51  |
| 4.  | The Other Half (Titre original : L'autre moitié de la Terre)          | Elsa Lunghini   | Raymond Donnez, Georges Lunghini    | 3:22  |
| 5.  | I Will Stick My Tongue Right Out (Titre original : Je tire la langue) | E. Lunghini     | Christian Marsac                    | 3:40  |
| 6.  | Body And Heart (Titre original : Sous ma robe)                        | E. Lunghini     | R. Donnez, G. Lunghini              | 3:53  |
| 7.  | Fifteen Summers                                                       | G. Lyle         | B. Gallagher                        | 3:18  |
| 8.  | Out Of My Way (Titre original : Le temps tourne à l'orage)            | E. Lunghini     | R. Donnez, G. Lunghini              | 3:18  |
| 9.  | Caravan (Titre original : Caravane)                                   | E. Lunghini     | R. Donnez, E. Lunghini, G. Lunghini | 3:44  |
| 10. | Tonight (Titre original : Le soir)                                    | E. Lunghini     | G. Lunghini, Roger Secco            | 4:28  |
| 11. | Canada Coast                                                          | Benny Gallagher | Billy Livsey                        | 3:25  |
| 12. | Joséphine (version anglaise)                                          | E. Lunghini     | R. Donnez, G. Lunghini              | 3:24  |

## Crédits
- Jerry Conway - batterie ("When I'm Dead and Gone")
- Elsa - chanteuse, chœurs
- Benny Gallagher - accordéon, mandoline
- Serge Guérand - photographie
- Frédéric Helbert - chœurs, guimbarde, guitare, harmonium, orgue, piano acoustique, piano électrique
- Matthias Jeannin - coordination artistique, management
- Clare Kenny - basse, chœurs additionnels
- Jody Linscott - batterie, percussion
- Christian Marsac - chœurs additionnels, flûte, guitare, harmonica, saxophone
- Robin Millar - arrangeur, chœurs additionnels, harmonica
- Objectif.Lune - design
- Gavyn Wright - alto, violon
- Publié par Les Éditions Productions Georges Mary
  - "Everyday..." publié par Warner/Chappell Music Ltd.
  - "When I'm Dead and Gone" publié par EMI Music Publishing Ltd.
  - "Heart On My Sleeve" et "Fifteen Summers" publiés par Rondor Music (London) Ltd.
- Enregistré par Dave Anderson à ICP Studios
- Mixé par Dave Anderson à Mayfair Studios et Studios Olympic, Londres
  - Assistants - Adam Brown (Olympic), Chadwick et Gerard Navarro (Mayfair)
- Masterisé par Tim Young à Metropolis Mastering, Londres

## Support commerces
- CD et K7 audio uniquement sur le marché Taïwanais. Il existe quelques très rares exemplaires vinyles test pressing BMG/Ariola.
- Véritable objet collector, car jamais diffusé ailleurs que sur le marché Asiatique, il n'est pas rare de trouver ce disque a des prix mirobolants. Minimum 150€.

## Anecdotes
- Seul Canada coast a été interprété par Elsa lors de ses concerts à L'Européen en 2005. La version live est disponible sur le CD et DVD de Connexion Live.
- Joséphine existe aussi en français mais ce titre n'est pas disponible sur album. On le trouve uniquement en face B du single Chaque jour est un long chemin.